# Sân bay Kawthaung
Sân bay Kawthaung là một sân bay ở Kawthaung, Myanmar (IATA: KAW, ICAO: VYKT). Sân bay này không có cổng. Đường băng có kích thước 1800m x 50 m.

## Các hãng hàng không và các tuyến điểm
Hiện có các hãng sau hoạt động tại sân bay này với các điểm kết nối.
- Myanmar Airways (Dawei, Myeik, Yangon)